# Chenāreh-ye Majīd
Chenāreh-ye Majīd (persiska: چناره مجید) är en ort i Iran.   Den ligger i provinsen Kermanshah, i den västra delen av landet, 500 km väster om huvudstaden Teheran. Chenāreh-ye Majīd ligger 720 meter över havet och antalet invånare är 224.
Terrängen runt Chenāreh-ye Majīd är kuperad åt sydost, men åt nordväst är den platt.Runt Chenāreh-ye Majīd är det ganska tätbefolkat, med 155 invånare per kvadratkilometer. Närmaste större samhälle är Ozgoleh, 19,0 km norr om Chenāreh-ye Majīd. Omgivningarna runt Chenāreh-ye Majīd är i huvudsak ett öppet busklandskap.